# Euphorbia stygiana
Euphorbia stygiana är en törelväxtart som beskrevs av Hewett Cottrell Watson. Euphorbia stygiana ingår i släktet törlar, och familjen törelväxter. IUCN kategoriserar arten globalt som akut hotad.

## Underarter
Arten delas in i följande underarter:
- E. s. santamariae
- E. s. stygiana

## Bildgalleri

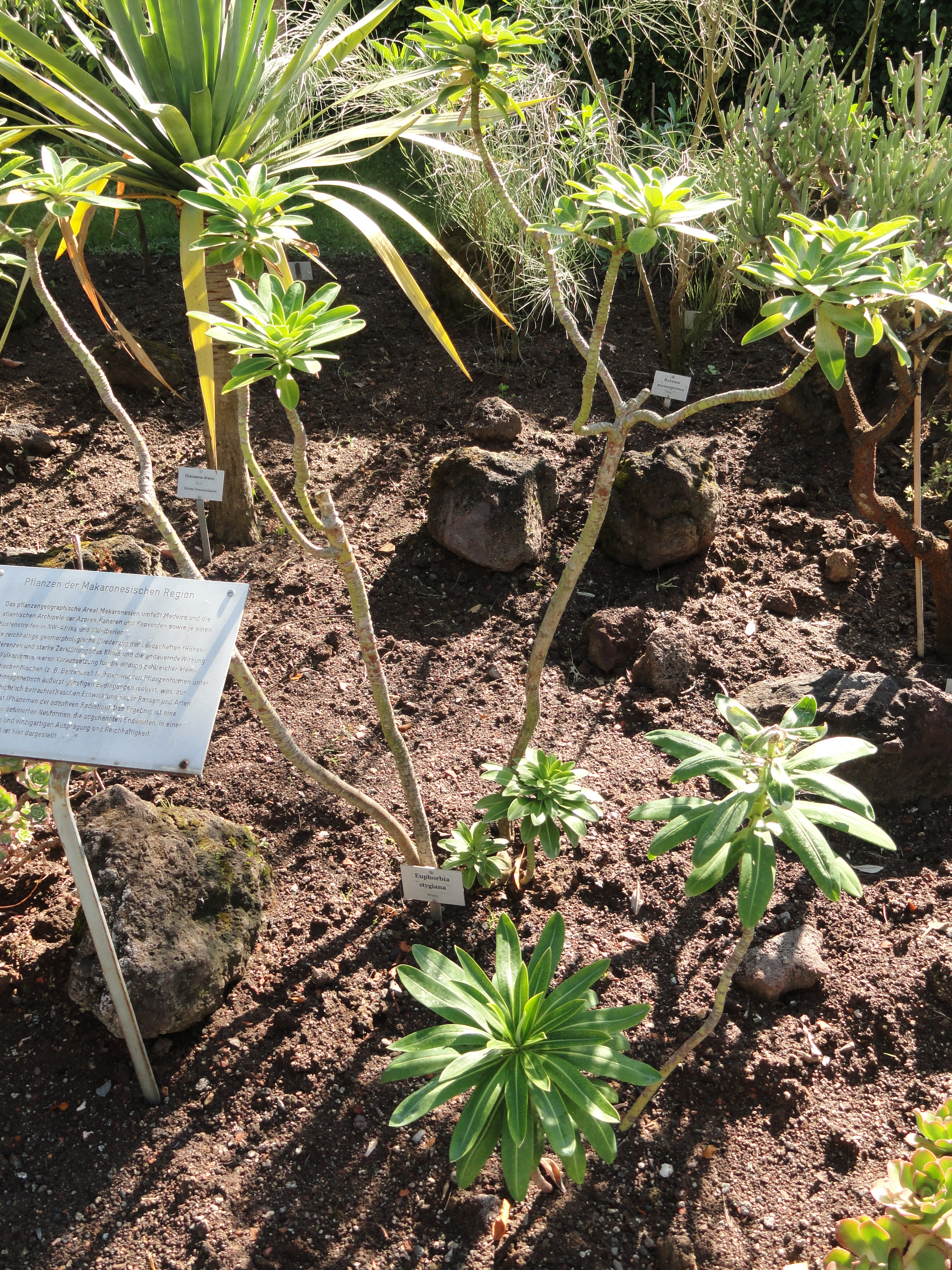
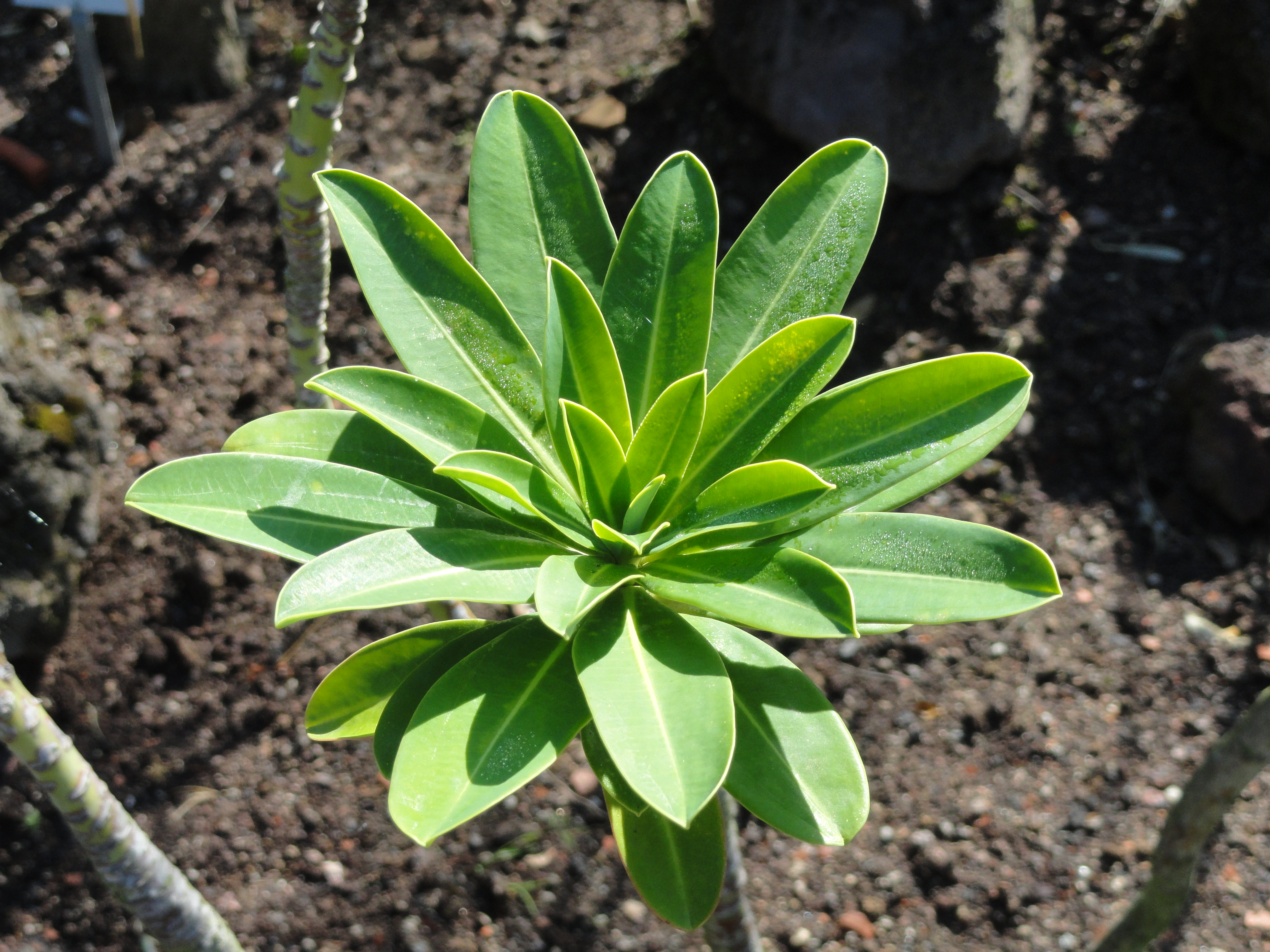